# Adolf Dorner

Adolf Dorner (1840–1892)

Carl Adolf Dorner, auch Carl Adolph Dorner, (* 12. August 1840 in Markersdorf, Kr. Guben; † 17. März 1892 in Berlin) war ein deutscher Turnlehrer und Städtischer Turnwart in Berlin.
Dorner stammte aus einer Lausitzer Familie die seit der Bauernbefreiung ununterbrochen den Beruf des Landlehrers ausübte. Ein mütterlicher Onkel von ihm war der Unternehmer Johann Carl Kupka, Begründer einer Fabrik in Schkeuditz und jahrzehntelanger Marktführer auf dem Gebiet der Mühlstein-Schärfwerkzeuge.
Von seinen Kindern ist sein gleichnamiger Sohn Adolf (1887–1963) zu erwähnen, weil dieser eine gewisse Rolle in der Erziehung im Nationalsozialismus spielte; er verfasste ein Buch mit dem Titel „Mathematik im Dienste nationalpolitischer Erziehung“ (Diesterweg Verlag, 1936).
Seine Enkeltochter Rotraut Dorner (1915–1995) war mit dem Feldhandballspieler und so genannten „Herberger des Handballs“ (vgl. Munzinger-Archiv) Fritz Fromm (1913–2001) verheiratet, der 1936 olympisches Gold gewann und 1954 als Bundestrainer mit seiner Handballmannschaft Vizeweltmeister wurde.

## Wirkungsfelder
- Städtischer Turnwart und Turnlehrer in Berlin (Königsstädtisches Gymnasium und Realgymnasium sowie am Gymnasium zum Grauen Kloster)
- 2. Vorsitzender des Berliner Turnrats
- Turnwart und Vorsitzender der Turnervereinigung Berliner Lehrer
- Mitglied und 1. Schriftführer des Berliner Turnlehrervereins
- Vorstandsmitglied des märkischen Turnlehrervereins
- Kreisvertreter und Kreisturnwart des Deutschen Turnkreises Mark Brandenburg
- das Kgl. Unterrichtsministerium zog ihn zur Bearbeitung des Leitfadens für den Turnunterricht an preußischen Schulen heran

## Ehrungen
1893 benannte sich ihm zu Ehren der Männer-Turnverein Reinickendorf in Turnverein Dorner um (seit 1947 Reinickendorfer Füchse). Ferner wurde nach ihm die Dorner-Stiftung für verwaiste Kinder verdienter Turner benannt und errichtet.